# M86追跡妨害弾薬

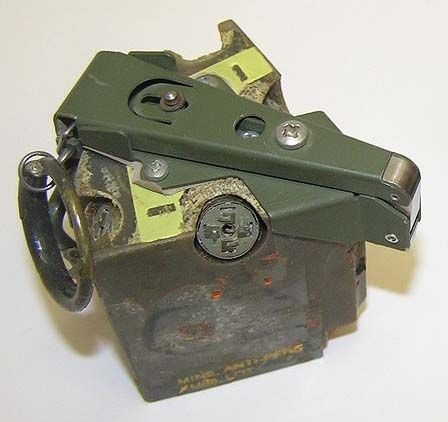
M86の上からの外観。安全ピン、作動用ストラップ機構、バネ仕掛けのトリップライン(縁に沿って円状に切り取られた部分)が示されている。

M86追跡妨害弾薬（M86ついせきぼうがいだんやく、PDM）とは小型のアメリカ製対人地雷である。この地雷は、特殊部隊が敵軍の追跡を妨害するために使うことを意図している。

## 説明
M86対人地雷は妨害用の弾薬であり、特殊部隊や選抜された人員が、敵軍に追跡されるであろう作戦中にのみ手で設置したり展開できる。
M86対人地雷は、M731やM692といった155mm砲弾に搭載されるADAM地雷と、構造や発揮できる機能特性が同じである。地雷は緩いくさび状をしており、安全クリップ、作動用ストラップ機構、内蔵式の安全・発火装置、7個のトリップラインセンサー、予備バッテリー、ICチップ付きの電子回路で構成される。また、殺傷用の機構の周囲は液体推進剤で覆われ、発泡プラスチックで成形してカプセル化している。
M86対人地雷は、手動で安全ピンを取りのぞき、次にストラップ機構を作動させることで作動可能状態になる。カム機構が動作し、短絡用バーを折り、さらにバッテリーにバッテリー・ボールを押し付けて電解質を収容したガラス製のアンプルを押し割る。これで予備バッテリーが起動し、電力を供給する。カムに掛けられた短絡用バーのフックは短絡用バーを剪断する。これは雷管と連絡する安全装置である。予定では60秒間電子的に経時すると、安全・発火機構内のピストン型アクチュエーターが電気的に作動し、スライダーを動かして内部の爆発目盛と雷管を調節する。同時に、7個の感知トリップラインが放たれる。地雷からはおよそ3から4個のトリップラインが約6mにわたり展開される。残りのトリップラインは静止面に近いため邪魔される可能性がある。追加の10秒が電子的に経時し、弾薬が平衡状態を取り戻すと、地雷は完全に電子的に作動状態に置かれる。トリップラインや地雷本体に接触が起こるとスイッチが作動し、電子的に発火回路が起動する。S&A電子雷管はS&A起爆導火線に発火し、導爆線、次に液体推進剤の薄い層に点火する。推進剤の残余は重力に引かれて殺傷用機構の底部にあり、プラスチック製の弾体を破砕して15cmから2.4mほど上方へ殺傷用機構を打ち上げる。殺傷用機構は内部がエンボス加工され、Comp A5を21g内蔵した回転楕円体である。起爆した際には高速の破片が回転楕円体のパターンを描いて散乱する。
地雷がトリップラインで作動せず、あるいは妨害モードであるとき、製造時の初期設定で決められた自己破壊機能が4時間プラス0から20%以内に起動する。

## 諸元
- 全高: 8.13cm[1]
- 最大幅: 7.24cm[1]
- 形状:72°くさび型[1]